# Saint-Malo-de-Guersac

Saint-Malo-de-Guersac este o comună în departamentul Loire-Atlantique, Franța. În 2009 avea o populație de 3,170 de locuitori.